# Altenia
Altenia é um gênero de traça pertencente à família Gelechiidae.